# Глоговяни-Вжоси
Глоговяни-Вжоси (пол. Głogowiany-Wrzosy) — село в Польщі, у гміні Ксьонж-Великі Меховського повіту Малопольського воєводства.
Населення — 194 особи (2011).
У 1975-1998 роках село належало до Келецького воєводства.

## Демографія
Демографічна структура станом на 31 березня 2011 року:
|          | Загалом | Допрацездатний вік | Працездатний вік | Постпрацездатний вік |
| -------- | ------- | ------------------ | ---------------- | -------------------- |
| Чоловіки | 98      | 20                 | 62               | 16                   |
| Жінки    | 96      | 11                 | 57               | 28                   |
| Разом    | 194     | 31                 | 119              | 44                   |